# Cylloepus abnormis
Cylloepus abnormis är en skalbaggsart som först beskrevs av Horn 1870.  Cylloepus abnormis ingår i släktet Cylloepus och familjen bäckbaggar. Inga underarter finns listade i Catalogue of Life.